# Селище
Селище — сільський населений пункт в Україні з населенням щонайменше 5 тисяч осіб та переважно садибною забудовою.
Правовий статус селищ визначається Законом «Про порядок вирішення окремих питань адміністративно-територіального устрою України» (2023).
Орган місцевого самоврядування — селищна рада, головна посадова особа — селищний голова.

## Історія
Історично до категорії селищ відносили населені пункти, розташовані при промислових підприємствах (містоутворююче підприємство), будовах, залізничних вузлах (залізнична будка), гідротехнічних спорудах, підприємствах з виробництва і перероблення сільськогосподарської продукції, а також інші населені пункти, що мають комунальну і соціальну інфраструктуру, переважна частина населення яких зайнята в промисловому виробництві чи соціально-культурній сфері. У Конституції України, на відміну від законів радянського періоду, відсутній термін «селище міського типу» (смт). 
Залежно від призначення, основного роду занять жителів розрізняли дачні, курортні, пристанційні, робітничі селища. У часи СРСР на території РРФСР робітничі, курортні і дачні селища вважалися окремими категоріями населених пунктів (у решті республік, у тому числі й УРСР, існували тільки селища міського типу (смт), а також робітничі селища — з 1956 року, або навіть з 1949 року, до 1965 року), але в цілях статистичної зіставності з іншими республіками робітничі і курортні (а з 1983 року і дачні) статистично враховувалися як селища міського типу (смт) поки в 2023 році таке поняття як селище міського типу не було скасовано, а нового, по типу «містечко» — не введено. Починаючи із 26 січня 2024 року в Україні набув чинності закон № 3285-IX, який передбачає дерадянізацію адміністративно-територіального устрою України.

## Інші значення
- Місце розташування кочівників, будівельних загонів, розвідувальних партій тощо[6].
- В археології селищами називають залишки стародавнього неукріпленого поселення,[6] неукріплену частину поселення, яке примикало до городища.[7]
- Застарілий синонім до слова поселення[6].
- Місце, де колись було село (рідковживане)[6].

## Написання
Згідно з державним стандартом України ДСТУ 3582-97 «Інформація та документація. Скорочення слів в українській мові у бібліографічному описі: Загальні вимоги та правила» при назві написання слова «селище» скорочується до «с-ще». Наприклад, селище Глеваха пишеться як с-ще Глеваха.